# Peter McParland
Peter James McParland (irsky Peadar Seamus Mac Parthalain, 25. dubna 1934 Newry – 4. května 2025) byl severoirský fotbalista. Hrával obvykle na postu levého útočníka. Je nositelem Řádu britského impéria a členem síně slávy Aston Villy.
Začínal v klubu Dundalk FC, v letech 1952 až 1962 hrál za Aston Villa FC. Vyhrál s ním FA Cup v roce 1957 a EFL Cup v roce 1961, jako první hráč v historii vstřelil vítěznou branku ve finále obou soutěží. Po odchodu z Aston Villy působil ve Wolverhampton Wanderers FC a
Plymouth Argyle FC, v Americe hrál za Atlanta Chiefs a kariéru ukončil jako hrající trenér Glentoran FC. Jako trenér působil také na Kypru, v Libyi a Hongkongu.
Za severoirskou reprezentaci v letech 1954 až 1962 odehrál 34 utkání a zaznamenal deset branek. Startoval na mistrovství světa ve fotbale 1958, kde Severní Irsko obsadilo sedmé místo. McParland byl na šampionátu autorem pěti branek: jednou skóroval proti Argentině, dvakrát proti NSR a dvakrát v dodatečném utkání o postup do čtvrtfinále proti Československu.